# الکساندرا پاپ
الکساندرا پاپ  (آلمانی: Alexandra Popp؛  زادهٔ ۶ آوریل ۱۹۹۱) بازیکن زن فوتبال اهل آلمان است.

## باشگاهی
از باشگاه‌هایی که در آن بازی کرده‌است می‌توان به اف سی آر ۲۰۰۱ دویسبورگ، باشگاه فوتبال وولفسبورگ اشاره کرد.

## تیم ملی
وی همچنین در تیم ملی فوتبال آلمان بازی کرده است.